# Lot orła
Lot orła (oryg. Ingenjör Andrées luftfärd) – szwedzki film w reżyserii Jana Troella, powstały na podstawie powieści Pera Olofa Sundmana opowiadającej prawdziwą historię próby przelotu nad biegunem północnym podjętą przez Salomona Augusta Andrée w 1897 roku.
Film był nominowany do Oscara w 1983 roku w kategorii najlepszy film nieanglojęzyczny.

## Obsada
- Max von Sydow – Salomon August Andrée
- Sverre Anker Ousdal – Knut Fraenkel
- Göran Stangertz – Nils Strindberg
- Eva von Hanno – Gurli Linder
- Lotta Larsson – Anna Charlier
- Clément Harari – Lachambre
- Cornelis Vreeswijk – Lundström
- Jan-Olof Strandberg – Nils Ekholm
- Henric Holmberg – Svedenborg
- Mimi Pollak – Mina Andree
- Siv Ericks – Pani Assarsson
- Ulla Sjöblom – siostra Andree
- Knut Husebø – Nansen
- Ingvar Kjellson – Alfred Nobel